# Giao hưởng số 40 (Mozart)
Giao hưởng số 40 cung Sol thứ (KV. 550) là tác phẩm của Wolfgang Amadeus Mozart được sáng tác năm 1788.

## Giới thiệu tác phẩm
Ánh sáng rực rỡ của thời kỳ Cổ điển, việc sáng tác thách thức các nhạc sĩ thể hiện hiệu quả tối đa, chính là những tác phẩm giao hưởng. Một trong những viên ngọc ấy là bản symphony của Mozart, tác phẩm số 40 cung Sol thứ, K.550. Symphony này được viết vào mùa hè năm 1788, lúc Mozart ba mươi hai tuổi, chỉ trong vòng sáu tuần lễ, ông đã viết xong ba bản symphony. Và bản Symphony số 40 này đã là một trong 3 tác phẩm viết về thể loại này nổi tiếng nhất, hoàn hảo nhất của ông
Ông bố trí nhạc cụ cho tác phẩm Symphony số 40 này với khối đàn dây tiêu biểu bao gồm violin, viola và cello, cộng thêm kép đôi contrabass (nghĩa là Đại Hồ cầm có nét nhạc giống với Hồ cầm, nhưng thấp hơn một quãng tám). Khối kèn gỗ sử dụng hai flute, hai kèn oboe và hai kèn bassoon.
Khối kèn đồng chỉ có hai french horn, và bộ gõ gồm hai bộ timpani. Không có trumpet hoặc trombone. (Mozart sử dụng kèn trombone trong các opera, nhưng không bao giờ dùng trong symphony). Cũng không có clarinet trong tổng phổ nguyên bản, về sau Mozart mới thêm vào.
Những bản symphony vào thời Mozart thông thường bao gồm những ba hoặc bốn chuyển hành. Chuyển hành thứ nhất, thường được ghi là allegro, trình tấu ở tốc độ nhanh, mãnh liệt và kịch tính. Chuyển hành này luôn luôn xuất hiện trong các bản sonata, đôi khi có một đoạn intro ngắn.
Chuyển hành thứ nhì thường là một chuyển hành chậm, và có thể là đoạn diễn cảm trong thể loại sonata, thể loại rondo, hoặc thể loại chủ đề và biến tấu.
Chuyển hành thứ ba tiêu biểu là một minuet và trio, chơi trong tính cách duyên dáng theo nhịp ba. Đôi khi, chuyển hành này bị bỏ đi, để vào chuyển hành tiếp theo.
Chuyển hành kết thúc thông thường luôn có mặt trong thể loại sonata, nhưng cũng có thể được viết theo thể loại rondo hoặc thể loại chủ đề và biến tấu. Nó thường được chơi rất mãnh liệt, đôi khi có tính cách hài hước, và nhất là bằng một tốc độ nhanh.

## Phân tích cấu trúc
Symphony cung Sol thứ được cấu trúc theo cách viết của đa số các symphony cổ điển. Chuyển hành đầu tiên, theo thể loại sonata-allegro, cần thiết có đoạn trình bày, đoạn phát triển và đoạn tái hiện.

### Đoạn trình bày
- Chủ đề thứ nhất được viết bằng một nhạc tố ba nốt, sử dụng bán cung, chơi bằng đàn violin.

- Khối đàn dây còn lại làm thành dàn đệm, thành lập ở cung Sol thứ, nhưng sức căng được tạo nên do giai điệu không bao giờ tạo cho người nghe một cảm giác rõ rệt về cung chính.
- Hai mệnh đề đầu tiên của giai điệu có đáp đề là hai mệnh đề tương tự được lặp lại thấp hơn nửa cung. Toàn bộ tiến trình này được chơi lại và dẫn đến mệnh đề kết để hoàn thành chủ đề thứ nhất. Chủ đề được lặp lại và dẫn thẳng đến đoạn cầu nối giai điệu.

- Một đoạn chuyển cung xuất hiện, và chủ đề mới được nghe ở cung Si giáng trưởng.

- Chủ đề này được lặp lại bằng kèn gỗ và violin, dẫn dắt vào đoạn trình bày.

- Chủ đề một được nghe lần nữa, lần này là tiếng kèn clarinet. Sau đoạn đối giữa clarinet và bassoon, chủ đề lần nữa được chơi mạnh mẽ bằng đàn violin. Đoạn trình bày chấm dứt với một giai kết trọn.

Trong đoạn phát triển mô-típ và chủ đề mở đầu được nghe thấy và sau đó được thay đổi. Có một lúc, mô-típ ba cơ nốt được lặp lại nhiều lần. Kết đoạn sử dụng một chuỗi "chuyển ngược" chơi bằng flute và clarinet trước khi đoạn nhạc nhạc quay về cung chính.
- Chuyển hành đầu tiên xuất hiện lại ở đoạn tái hiện với chủ đề đầu tiên chơi ở cung chính. Đoạn trình bày cũng được tái hiện, nhưng theo hai các khác nhau khác nhau. Cầu nối hoặc đoạn chuyển cung được mở rộng, và chủ đề thứ nhì, trước đó được nghe ở cung Si giáng trưởng, bây giờ thì ở cung chính - Sol thứ. Hiệu ứng sẽ đưa chủ đề thứ nhì đến một âm thanh bi kịch. Chuyển hành kết thúc với chất liệu giai điệu từ chủ đề đầu tiên.

### Đoạn phát triển
- Chuyển hành thứ nhì, như chúng ta mong đợi, có tính chất khác với chuyển hành thứ nhất. Nó được ghi là andante, nghĩa là nó sẽ được chơi với một vững vàng, chắc chắn, trôi chảy. Nó mang tính cánh duyên dáng và thanh lịch với một không khí hư ảo và mê hoặc, nhưng vẫn có tiết tấu biến hóa thú vị. Cung Mi giáng trưởng không được mong đợi. Giống với chuyển hành đầu tiên, đoạn này theo thể loại sônat hai chủ đề, nhưng ít phức tạp hơn.
- Đoạn phát triển xử lý chủ đề đầu tiên với sự diễn cảm và biến cường, và sử dụng chất liệu từ chủ đề thứ nhì để đưa đến đoạn "kết tránh". Đoạn tái hiện ôn lại chất liệu đã được nghe phía trước và kết thúc chuyển hành.

### Đoạn minuet và trio
- Chuyển hành thứ ba trong thể loại minuet và trio theo bình thường -- minuet-trio-minuet. Đoạn minuet được nghe trong cùng với cung như chủ đề mở đầu của chuyển hành thứ nhất, cung Sol thứ. Đối nghịch với dàn đệm đang theo nhịp ba, giai điệu ở trên, chơi theo nhịp hai kép, tạo nên đảo phách.

- Cách phân đoạn cũng khác thường. Thay vì những mệnh đề đối xứng tiêu biểu, chủ đề mở đầu gồm có hai mệnh đề ba ô nhịp, mỗi cái được đi theo bởi một mệnh đề năm ô nhịp.
- Đoạn tam tấu, ở cung Sol trưởng, trữ tình hơn chủ đề mở đầu.

- Dàn nhạc đệm mỏng hơn, và có các đoạn độc tấu bằng flute, violin và french horn. Hai đoạn được lặp lại trước khi quay về với minuet gốc.

### Đoạn tái hiện
Chuyển hành kết thúc lại trở về thể loại sonata, chơi khá nhanh (allegro assai) ở cung chính, cung Sol thứ. Chủ đề mở đầu là một hợp âm rải (arpeggio), một hợp âm trong đó các nốt được chơi nối tiếp nhau. Cách này tạo nên một mô-típ, đôi khi được gọi là chủ đề hỏa tiễn, âm thanh được tạo bằng viôlông và đối đáp với toàn dàn nhạc. Cầu nối gồm có một loạt các âm giai nhanh dẫn về cung Fa giáng trưởng. Đoạn trình bày kết thúc bằng chất liệu âm nhạc từ mệnh đề thứ nhì của chủ đề đầu tiên.

Đoạn phát triển, cực nhanh và dữ dội, đẩy tới đoạn cuối. Những hợp âm rải hỏa tiễn cung cấp chất liệu thuộc chủ đề trong khi tốc độ nhanh và sự chuyển cung gây nên kích động.
Chủ đề hỏa tiễn được nghe một lần nữa ở đoạn tái hiện tiếp nối bằng chủ đề thứ nhì, lần này ở cung Sol thứ thay vì cung Si giáng trưởng, tạo ra một giai "kết tránh". Symphony kết thúc bằng với một coda mạnh mẽ.